# Annie Dillard

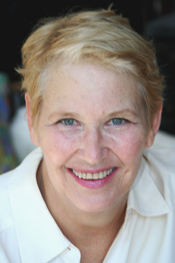
Annie Dillard

Annie Dillard, geb. Meta Annie Doak (* 30. Oktober 1945 in Pittsburgh, Pennsylvania), ist eine US-amerikanische Dichterin, Essayistin und Hochschullehrerin, die 1975 für ihr Buch Pilgrim at Tinker Creek den Pulitzer-Preis erhielt.

## Biografie
Annie Doak, die aus einer wohlhabenden Familie stammte, entwickelte bereits früh eine große Liebe zur Natur, die durch ihre Eltern gefördert wurde. Ihr Vater unterrichtete sie auch in außerschulischen Fächern wie Ökonomie, Klempnerei und ließ sie Werke der Beat Generation wie Unterwegs von Jack Kerouac lesen. Später lehnte sie sich zeitweise gegen die durch die Presbyterian Church geprägte Erziehung auf, bis ein Geistlicher sie in das theologische Werk von C. S. Lewis einführte. Bereits als Teenager interessierte sie sich für die Werke von Ralph Waldo Emerson und begann mit dem Verfassen erster Gedichte. Später beschäftigte sie sich mit spirituellen Gebräuchen und bezog dabei Ansichten des Buddhismus, Judentums, Sufismus und Christentums, aber auch Bräuche der Inuit-Kultur ein.
Nach dem Schulbesuch studierte sie Anglistik am Hollins College in Roanoke (Virginia) und schloss dieses 1967 mit einem Bachelor of Arts (B.A. English) ab. Am Hollins College lernte sie auch ihren ersten Mann, den zehn Jahre älteren Universitätsprofessor R. H. W. Dillard, kennen und heiratete diesen im zweiten Studienjahr. Ein dortiges anschließendes postgraduales Studium beendete sie 1968 mit einem Master of Arts (M.A. English) mit einer Arbeit über das Buch Walden des Schriftstellers Henry David Thoreau, in dem dieser sein einfaches Leben am See und in der Natur beschrieb, in das er aber auch Themen wie Wirtschaft und Gesellschaft integrierte.
Ähnlich wie Thoreau in Walden unternahm sie selbst 1971 einen eigenen „Exodus“ in die Natur, nachdem sie zuvor an einer Lungenentzündung fast verstorben war. Nach der Besserung ihres Gesundheitszustandes lebte sie anschließend fast ein Jahr inmitten der von Wäldern geprägten Landschaft von Tinker Creek. Dabei verfasste sie ein Journal, in dem sie ihre Ansichten und Beobachtungen der Natur, Spiritualität und Religion beschrieb. Sie begann 16 Stunden täglich zu schreiben, lebte von Kaffee und Coca-Cola und hatte an manchen Tagen keinen Schlaf. Während des Aufenthalts verlor sie 15 Kilogramm an Gewicht und auch die Pflanzen in dem Haus gingen ein. Das 1974 unter dem Titel Pilgrim at Tinker Creek in Form von Essays veröffentlichte Journal ihres Aufenthalts wurde 1975 mit dem Pulitzer-Preis für Sachbücher ausgezeichnet.
Ebenfalls 1974 veröffentlichte sie mit Tickets for a Prayer Wheel eine erste Anthologie. Danach war sie von 1975 bis 1978 als residierende Gelehrte (Scholar) an der Western Washington University (WWU) tätig, ehe sie von 1979 bis 1981 den Ruf auf eine Professur an der Wesleyan University annahm.
Dillard, deren Stil oftmals mit dem von Emily Dickinson, Ralph Waldo Emerson und Henry David Thoreau verglichen wird, wurde darüber hinaus durch ihre ökotheologischen oder ökospirituellen Essays bekannt wie Holy the Firm (1977), Teaching a Stone to Talk (1982) und For the Time Being (1999). Nach Living by Fiction (1982), einem Buch über Literaturkritik, und den Reisebericht Encounters with Chinese Writers (1984) verfasste sie 1987 mit An American Childhood (1987) ihre Memoiren. Danach folgte The Writing Life (1989), in dem sie die „handwerkliche“ Arbeit eines Schriftstellers beschrieb, ehe sie mit The Living (1992) einen Roman schrieb, der die Geschichte der Indianer Nordamerikas und der ersten Siedler im Bundesstaat Washington behandelte und mit den Werken von Willa Cather, aber auch von James Joyce verglichen wurde.
Nach der Sammlung The Annie Dillard Reader (1994) erschien mit Mornings Like This: Found Poems (1995) ein weiterer Gedichtband. Daneben verfasste sie Artikel für Zeitungen und Zeitschriften wie Harper’s Magazine, The Atlantic Monthly, The Christian Science Monitor und Cosmopolitan.
Neben dem Pulitzer-Preis wurde sie mit zahlreichen weiteren Preisen wie dem New York Press Club Award, dem Literaturpreis des Gouverneurs von Washington, dem Kunstpreis des Gouverneurs von Connecticut (1993) und dem History Makers Award der Western Pennsylvania Historical Society (1993) ausgezeichnet. Daneben wurden ihr Ehrendoktorwürden des Connecticut College, des Boston College sowie der University of Hartford verliehen.
Annie Dillard war schließlich auch politisch engagiert und unterstützte die demokratischen Präsidentschaftskandidaten Al Gore 2000 und John Kerry 2004.
2007 erschien The Maytrees, ein in Provincetown spielender weiterer Roman.
Dillards Werke wurden auch ins Deutsche übersetzt, unter anderem von Henning Ahrens. 1996 erschien bei Klett-Cotta in Stuttgart unter dem Titel Der freie Fall der Spottdrossel; 2016 erschien bei Matthes & Seitz in Berlin die deutsche Übersetzung durch Karen Nölle von Pilgrim at Tinker Creek, 2022 erschien im gleichen Verlag von derselben Übersetzerin "Einen Stein zum Sprechen bringen". 
1999 wurde Dillard zum Mitglied der American Academy of Arts and Letters und 2013 der American Academy of Arts and Sciences gewählt. Für 2014 wurde ihr die National Humanities Medal zugesprochen.

## Werke
- 1974 Tickets for a Prayer Wheel, ISBN 0-8195-6536-9.
- 1974 Pilgrim at Tinker Creek, Essays, ISBN 0-06-095302-0.
  - Pilger am Tinker Creek. Aus dem Amerikanischen und mit einem Nachwort von Karen Nölle sowie einem Essay von William Deresiewicz, Matthes & Seitz, Berlin 2016, ISBN 978-3-95757-334-6.
  - Der freie Fall der Spottdrossel. Aus dem Amerikanischen von Karen Nölle-Fischer und Hans-Ulrich Möhring, Klett-Cotta, Stuttgart 1996, ISBN 978-3-608-95990-1.
- 1977 Holy The Firm, Essays, ISBN 0-06-091543-9.
- 1982 Living By Fiction, ISBN 0-06-091544-7.
- 1982 Teaching a Stone To Talk, Essayband, ISBN 0-06-091541-2.
  - Einen Stein zum Sprechen bringen. Aus dem Amerikanischen und mit einem Nachwort von Karen Nölle, Matthes & Seitz, Berlin 2022, ISBN 978-3-7518-0222-2.
- 1984 Encounters with Chinese Writers, ISBN 0-8195-6156-8.
- 1987 An American Childhood, Memoirs, ISBN 0-06-091518-8.
- 1989 The Writing Life, ISBN 0-06-091988-4.
  - Ich schreibe. Aus dem Amerikanischen von Henning Ahrens, Salzburg ; Wien : Residenz-Verlag 1998, ISBN 978-3-7017-1105-5.
- 1992 The Living, Roman, ISBN 0-06-092411-X.
  - Am Rand der Neuen Welt : Roman. Aus dem Amerikanischen von Karen Nölle-Fischer und Hans-Ulrich Möhring, Klett-Cotta, Stuttgart 1995, ISBN 978-3-608-95998-7.
- 1995 Mornings Like This: Found Poems, ISBN 0-06-092725-9.
- 1999 For the Time Being, Essays, ISBN 0-375-40380-9.
  - Außer der Zeit. Aus dem Amerikanischen von Hans-Ulrich Möhring und Karen Nölle-Fischer, Claassen, München 2001, ISBN 978-3-546-00169-4.
  - In der Zwischenzeit. Aus dem Amerikanischen von Hans-Ulrich Möhring und Karen Nölle-Fischer, überarbeitete Ausgabe, revidierte Ausgabe, Matthes & Seitz, Berlin 2023, ISBN 978-3-7518-6000-0.
- 2007 The Maytrees, ISBN 0-06-123953-4.
- 2016 The Abundance: Narrative Essays Old & New, ISBN 0-06-243297-4.

## Hintergrundliteratur
- Linda L. Smith: Annie Dillard, New York, Twayne, 1991
- Sandra Humble Johnson: The Space Between: Literary Epiphany in the Work of Annie Dillard, Kent State University Press, 1992
- Scott Slovic: Seeking Awareness in American Nature Writing: Henry Thoreau, Annie Dillard, Edward Abbey, Wendell Berry, Barry Lopez, Salt Lake City, University of Utah Press, 1992
- James I. McClintock: Nature's Kindred Spirits: Aldo Leopold, Joseph Wood Krutch, Edward Abbey, Annie Dillard, and Gary Snyder, Madison, University of Wisconsin Press, 1994
- Nancy C. Parrish: Lee Smith, Annie Dillard, and the Hollins Group: A Genesis of Writers, Louisiana State University Press, 1999
- Philip Harnden: Journeys of Simplicity: Traveling Light with Thomas Merton, Bashō, Edward Abbey, Annie Dillard and Others, Skylight Paths Publishing, 2003